# Il vendicatore (film 1959)
Il vendicatore è un film del 1959 diretto da William Dieterle.

## Trama
Trasposizione del romanzo Dubrovskij di Aleksandr Sergeevič Puškin. Un cattivo barone fa morire di crepacuore un ex ufficiale dello zar ritiratosi in campagna. Il figlio del morto farà vendetta e sposerà l'angelica figlia del barone.